# Cybaeus abchasicus
Espèce
Cybaeus abchasicus est une espèce d'araignées aranéomorphes de la famille des Cybaeidae.

## Distribution
Cette espèce se rencontre en Turquie dans la province d'Artvin, en Géorgie en Abkhazie et en Russie dans le kraï de Krasnodar et en Adyguée,.

## Description
Le mâle décrit par Kovblyuk, Ponomarev et Dvadnenko en 2010 mesure 7,0 mm et la femelle 7,3 mm.

## Étymologie
Son nom d'espèce lui a été donné en référence au lieu de sa découverte, l'Abkhazie.

## Publication originale
- Charitonov, 1947 : Spiders and harvestspiders from the caves of the Black Sea coast of the Caucasus. Biospeologica sovietica, vol. 52, no 2, p. 15-28.